# Robyn Few
Robyn Few, född 1958, död 13 september 2012, var en amerikansk sexarbetare och aktivist för sexarbetares rättigheter. Hon arbetade för avkriminalisering av prostitution, mot våld gentemot sexarbetare och för förbättrade arbetsvillkor i branschen. Hon grundade Sex Workers Outreach Project USA (SWOP-USA), vilket är den största organisationen för sexarbetare i USA. Hon var också en av organisatörerna bakom den årliga International Day to End Violence Against Sex Workers.